# Waldecker Land
Das Waldecker Land ist eine Region im westlichen Nordhessen. Die Region umfasst im Wesentlichen die Gebiete des ehemaligen Fürstentums Waldeck. 
Für den Tourismus ist das Waldecker Land vor allem durch den Edersee, einen der größten deutschen Stauseen, bekanntgeworden. Direkt bis an den Edersee heranreichend, erstreckt sich südlich davon der Nationalpark Kellerwald, einer der jüngsten deutschen Nationalparks, der vor allem wegen seiner alten Buchenbestände bedeutsam ist. Weitere Stauseen im Waldecker Land, allerdings deutlich kleiner als der Edersee, sind der Diemelsee und der Twistesee, die ebenfalls für den Fremdenverkehr eine gewisse Bedeutung haben. Westlich des Kellerwaldes liegt die Waldeckische Schweiz, südwestlich des Diemelsees liegt das Upland mit dem bekannten Wintersportort Willingen.
Oberhalb des Edersees befindet sich das Schloss Waldeck, oft auch als „Burg“ bezeichnet, dessen älteste Teile auf das 13. Jahrhundert zurückgehen. Die gleichnamige Stadt hat heute etwa 8000 Einwohner und besitzt bereits seit dem 13. Jahrhundert das Stadtrecht. 
Deutlich größer ist die ehemalige Residenzstadt des Fürstentums, Bad Arolsen, die seit 1997 den Titel „Bad“ im Namen führt. Hier befindet sich auch das Residenzschloss Arolsen, das dem Schloss von Versailles nachempfunden wurde. Die Nachkommen der ehemaligen Fürsten bewohnen noch heute Teile des Schlosses.
Als Kurort hat das Staatsbad Bad Wildungen die größte Bedeutung erlangt. Aufgrund dessen gab es bis 1991 vom Ort eine durchgehende Bahnverbindung nach Amsterdam, die viele Kurgäste aus dem Ruhrgebiet für ihre Anreise nutzten.
Die größte Stadt des Waldecker Landes ist mit etwa 24.000 Einwohnern Korbach, das heute auch Kreisstadt des Landkreises Waldeck-Frankenberg ist. Früher war Korbach als einzige hessische Stadt Mitglied der Hanse.
Der Waldeckische Geschichtsverein und die westfälische LWL-Kommission für Mundart- und Namenforschung sammeln Sprachproben des „Waldecker Platt“, einer westfälischen Untermundart.